# Công ty đầu tư chứng khoán

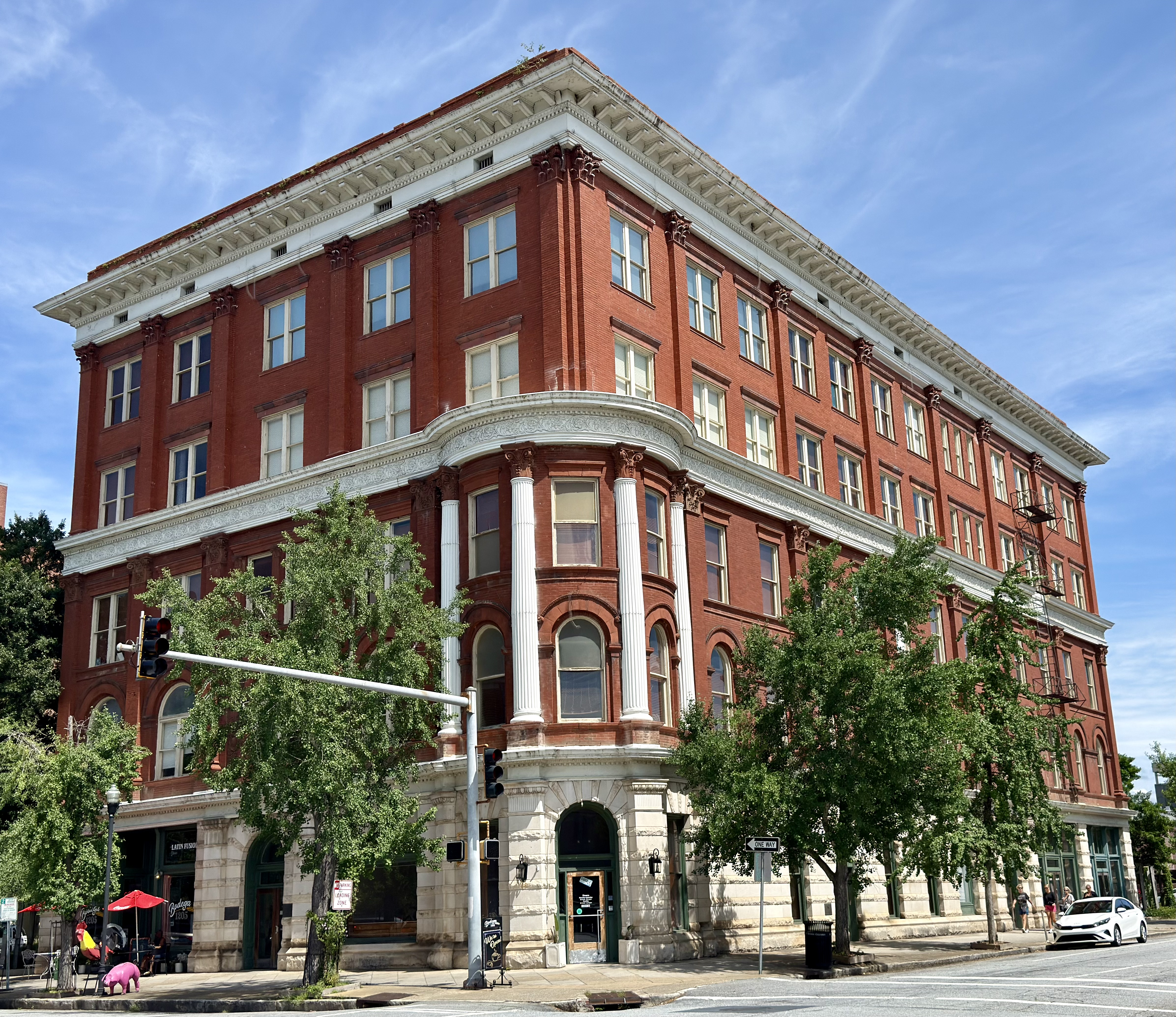
Một công ty đầu tư chứng khoán ở Mỹ

Công ty đầu tư chứng khoán (Investment company) là một tổ chức tài chính chủ yếu tham gia vào việc nắm giữ, quản lý và đầu tư chứng khoán. Theo Luật Chứng khoán Việt Nam thì Công ty đầu tư chứng khoán là quỹ đầu tư chứng khoán được tổ chức theo loại hình công ty cổ phần để đầu tư chứng khoán. Công ty đầu tư chứng khoán có hai hình thức là công ty đầu tư chứng khoán riêng lẻ và công ty đầu tư chứng khoán đại chúng. Theo quy định về chứng khoán của Hoa Kỳ, có ít nhất năm loại hình công ty đầu tư gồm Công ty Đầu tư Quản lý Mở (quỹ tương hỗ), Công ty chứng chỉ mệnh giá, Công ty Đầu tư Quản lý Đóng (quỹ đóng), UIT (quỹ tín thác đầu tư đơn vị): chỉ phát hành các đơn vị có thể mua lại, Quỹ giao dịch trên sàn (Quỹ giao dịch trên sàn/ETF). Nhìn chung, mỗi công ty đầu tư này phải đăng ký theo Đạo luật Chứng khoán năm 1933 và Đạo luật Công ty Đầu tư năm 1940.

## Đại cương
Các công ty đầu tư chứng khoán này tại Hoa Kỳ được quản lý bởi Ủy ban Chứng khoán và Giao dịch Hoa Kỳ và phải được đăng ký theo Đạo luật Công ty Đầu tư năm 1940. Các công ty đầu tư đầu tư tiền thay mặt cho khách hàng, đổi lại, khách hàng được chia sẻ lợi nhuận và thua lỗ. Các công ty đầu tư được thiết kế cho mục đích đầu tư dài hạn, không phải giao dịch ngắn hạn. Các công ty đầu tư không bao gồm các công ty môi giới, công ty bảo hiểm hoặc ngân hàng. Không nên nhầm lẫn giữa công ty đầu tư chứng khoán với công ty chứng khoán (Securities company) vốn là một tổ chức kinh doanh dịch vụ tài chính, hoạt động như một bên trung gian trên thị trường chứng khoán, có chức năng cung cấp các dịch vụ cho nhà đầu tư và các tổ chức phát hành. Trong khi công ty đầu tư chứng khoán thực hiện đầu tư vào chứng khoán để kiếm lời, lợi nhuận từ hoạt động đầu tư sẽ được chia cho các cổ đông dưới dạng cổ tức hoặc lợi nhuận từ việc tăng giá cổ phiếu của công ty. Công ty đầu tư chứng khoán không thực hiện các nghiệp vụ dịch vụ như môi giới, bảo lãnh phát hành. 
Các công ty đầu tư không nên bị nhầm lẫn với các nền tảng đầu tư như eToro, Robinhood Markets, Fidelity Investments và E-Trade, đây là các dịch vụ hoặc công cụ kỹ thuật số cho phép nhà đầu tư truy cập và quản lý nhiều công cụ tài chính khác nhau như cổ phiếu, trái phiếu, quỹ tương hỗ, quỹ giao dịch trên sàn (ETF), quyền chọn, hợp đồng tương lai, tiền điện tử và bất động sản. Công ty đầu tư chứng khoán huy động vốn từ nhiều nhà đầu tư bằng cách bán cổ phiếu hoặc các chứng chỉ đầu tư khác, sau đó sử dụng số vốn đó để xây dựng một danh mục đầu tư đa dạng. Công ty đầu tư chứng khoán có thể tự thuê một công ty quản lý quỹ để quản lý danh mục đầu tư, nhưng về cơ bản, công ty vẫn là một thực thể độc lập với ban quản lý. Điều này khác với quỹ mở, nơi quỹ và công ty quản lý quỹ có mối liên hệ chặt chẽ hơn. Các công ty đầu tư đóng vai trò quan trọng trong việc giúp các nhà đầu tư cá nhân có thể tiếp cận được với một danh mục đầu tư đa dạng, được quản lý chuyên nghiệp, mà không cần phải có số vốn lớn hoặc kiến thức chuyên sâu về thị trường. Tài sản của công ty đầu tư chứng khoán phải được lưu ký tại một ngân hàng giám sát.